# Batalha de Magenta

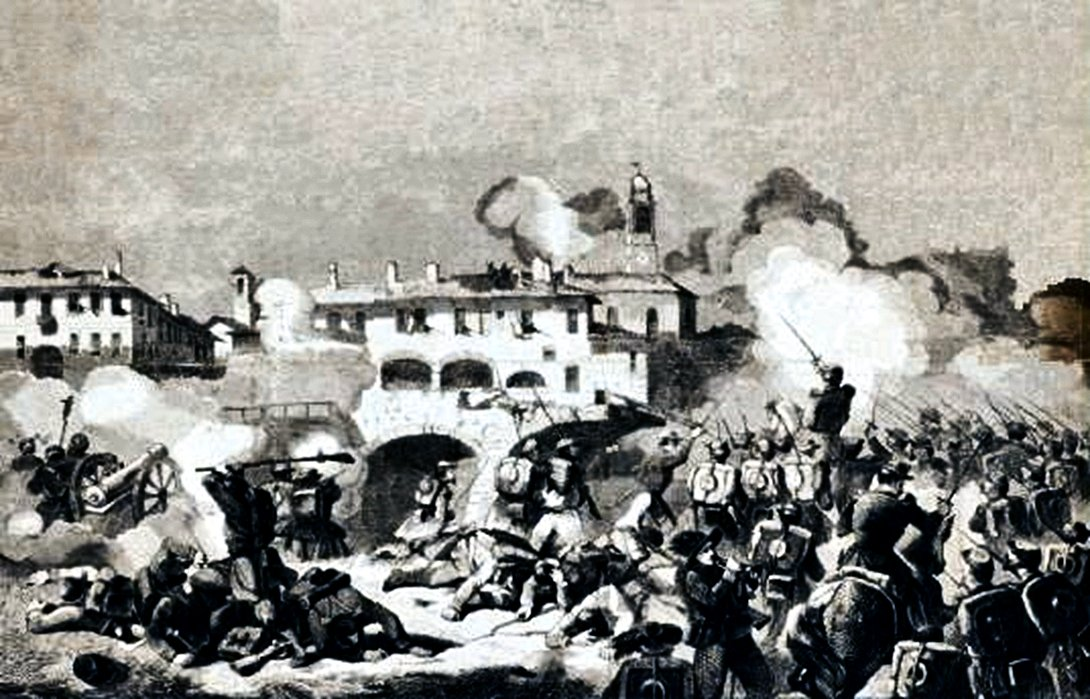
Batalha de Boffalora.

A Batalha de Magenta foi travada em 4 de junho de 1859 durante a Segunda Guerra de Independência Italiana contra a Império Austríaco, resultando numa vitória dos exércitos francês e sardo contra os austríacos, sob o comando do general Ferencz Gyulai.
Ocorreu perto da cidade de Magenta, no norte da península Itálica. O futuro presidente da República Francesa Edme Patrice Maurice Mac-Mahon (1808-1893) foi condecorado com o título de Duque de Magenta pela sua participação na batalha.

## A preparação para a batalha

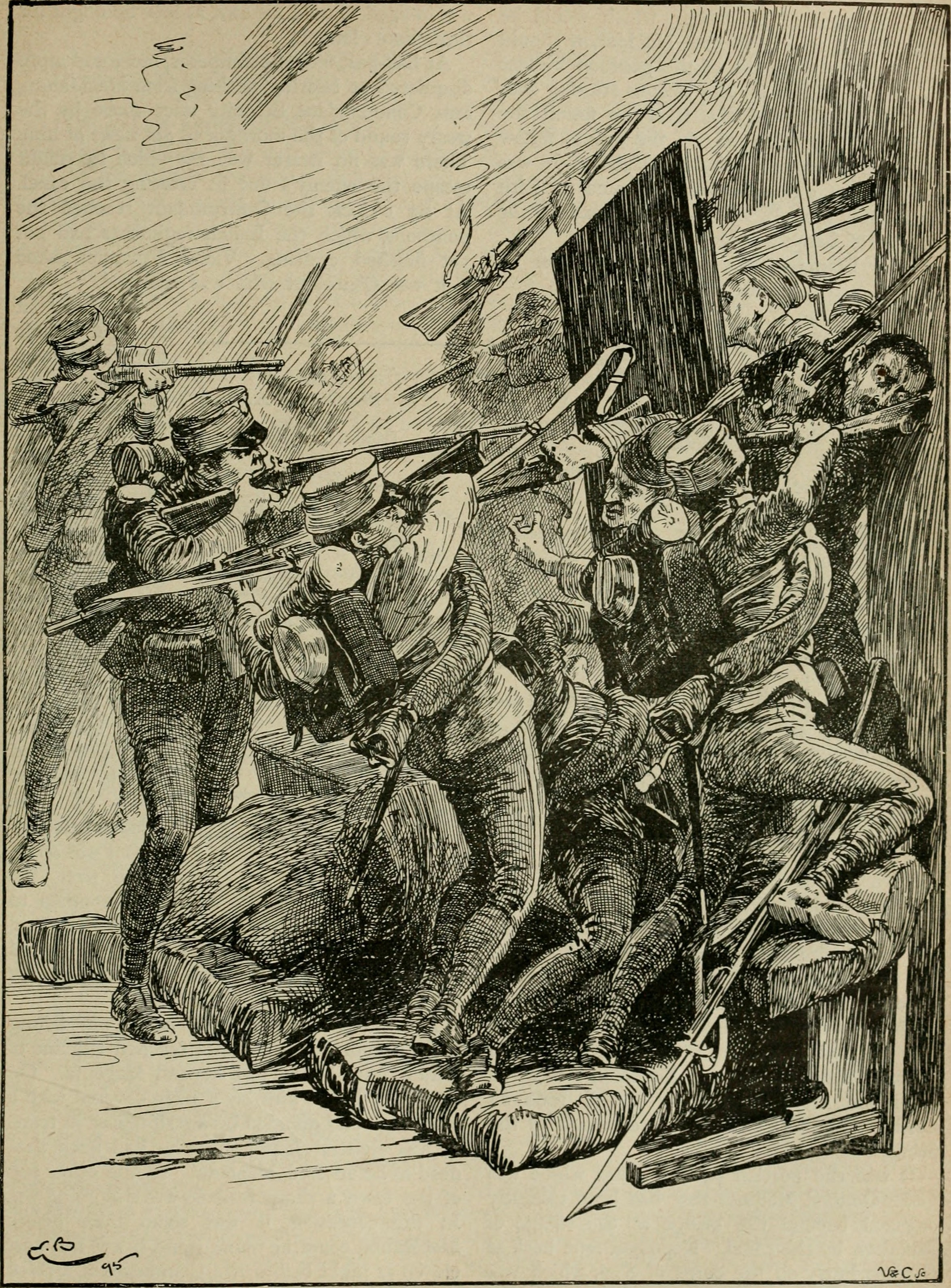
A luta pela conquista francesa de uma casa defendida pelos austríacos em Magenta em uma gravura do início do século XX.

O plano do exército franco-piemontês consistia em alcançar Magenta seguindo dos eixos: partindo de Turbigo e da ponte sobre o Ticino, na estrada entre Milão e Novara. O exército francês fez o maior esforço, enquanto que os sardo-piemonteses foram incumbidos de seguir as tropas vindas de Tiburgo e intervir na batalha se necessário.
Os comandantes austríacos tomaram conhecimento dos planos franceses e ordenaram que a maior parte do exército fosse deslocado de Lomellina para Magenta, via Vigevano e Abbiategrasso. A defesa foi colocada ao longo do Naviglio com a intenção de explodir as pontes em Robecco sul Naviglio, Pontevecchio, Pontenuovo e Boffalora sopra Ticino.

## 4 de Junho - das 10 às 14 horas
O Segundo Corpo de Exército Francês, comandado pelo tenente-general Mac-Mahon, foi dividido em duas colunas. Uma das colunas permaneceu sob o comando de Mac Mahon  e o comando da outra foi entregue ao general Espinasse. As duas colunas deixaram Turbigo em direção a Magenta seguindo dois itinerários diferentes: Mac Mahon foi por Boffalora e Espinasso por Marcallo. Outras tropas francesas pararam depois de Trecate, sobre a ponte do Ticino, que fora parcialmente avariada pelos explosivos austríacos.
Enquanto isso, as tropas austríacas deslocadas de Lomellina se atrasaram e só cerca de 20 a 25 mil soldados, liderados pelo General Clam-Gallas, defenderam a linha ao longo do Naviglio.

## 4 de Junho - das 14 às 16 horas
As tropas francesas, que estavam na ponte sobre o Ticino, vão para Magenta.
As austríacos conseguiram explodir a ponte sobre o Naviglio em Boffalora e defenderam bravamente algumas fazendas próximas a fim de ganhar tempo enquanto esperavam por reforços.
A batalha se tornou particularmente intensa ao redor de Pontevecchio, ao longo da ferrovia não muito longe da ponte sobre o Naviglio, que os austríacos foram incapazes de destruir.

## 4 de Junho - das 16 às 17 horas
Enquanto o Terceiro Corpo de Exército Francês, que partira de Novara naquela manhã, se atrasava para o campo de batalha, Espinasse tentava se juntar em vão a Mac Mahon em Boffalora. Os planos, deste modo, mudaram: as duas colunas se dirigiram a Magenta separadamente tendo a torre do sino da Igreja de São Martim como referência.
Entretanto, uma grande quantidade de soldados austríacos chegam de Abbiategrasso: a situação fica tão complicada para os franceses que os austríacos mandaram um telegrama para Viena anunciando a vitória.
Foi particularmente em Pontenuovo que a situação ficou desesperadora: 5 mil soldados franceses tiveram que resistir a 50 mil soldados austríacos por 45 minutos. Mac Mahon avançou de Boffalora, dando confiança aos franceses e forçando os austríacos a sair de Pontenuovo para defender Magenta.

## 4 de Junho - das 17 às 19 horas
A batalha se espalhou pela estação ferroviária de Magenta. Os austríacos abandonaram suas posições e se refugiaram em casas para lutar melhor por cada centímetro de terra. O tenente-general Espinasse morreu durante o ataque à estação ferroviária, mas a sua divisão, junto com a de Mac Mahon conseguiu vencer os austríacos, tomando o controle de todas as vias de acesso.
Às 17h, os austríacos perceberam que eles tinham perdido a batalha e deixaram apressadamente o campo de batalha. Aproximadamente 6 mil soldados morreram na batalha, sendo a maioria (mais ou menos três quartos deles) austríacos.
A vitória franco-piemontesa abriu caminho para a libertação de Milão, o primeiro passo para a unificação da Itália.